# Devil Doll
Devil Doll — італійсько-югославська експериментальна рок група сформована людиною під псевдонімом «Mr. Doctor». Напрям групи поєднує в собі багато стилів. У Devil Doll можна почути готичний рок, симфонічний рок, артрок, прогресивний рок та інші напрямки.

## Історія
Проект почав існувати на весні 1987 року, коли Mr. Doctor з'єднав дві версії «ляльок» — югославську (Любляна) та італійську (Венеція). Цього ж року «Ляльки» записали альбом The Mark Of The Beast. Цю композицію Mr. Doctor створив в єдиному екземплярі, для власного прослуховування.
На сесію у люблянській Tivoli Studios був запрошений молодий звукоінженер Юрій Тоні. Матеріал йому так сподобався, що Юрій залишився співпрацювати з Devil Doll на наступні 10 років.
У 1988 році група почала роботу над новим проектом — The Girl Who Was… Death. Перший офіційний альбом вийшов на лейблі Hurdy Gurdy, організованим італійським фан-клубом у Венеції. У кінці цього року пройшли перші концерти в підтримку альбому. Під час цих концертів були реалізовані 150 (із 500) копій альбому, а решту 350 Mr. Doctor власноручно знищив.
У наступному році група працювала над записом 45-хвилинної композиції, що мала лягти в основу альбому The Black Holes of the Mind, але проект не був реалізований. У 1990 році вийшов другий офіційний альбом — Eliogabalus. Третій альбом Sacrilegium вийшов у 1991 році, а наступного року його концертна версія. У 1993 році Devil Doll записує саундтрек до фільму, поставленого самим Mr. Doctor — The Sacrilege Of Fatal Arms. Усі 900 екземплярів розійшлися за кілька днів.
Літом того ж року розпочався запис четвертого альбому, але коли багато роботи вже було зроблено, на студії сталася пожежа, унаслідок якої Юрій Тоні потрапив у лікарню, а всі записи згоріли. Mr. Doctor тривалий час не хотів переписувати все знову, але у 1996 році все ж вийшов альбом Dies Irae. Це останній альбом Devil Doll.

## Кінцевий склад
- Mr. Doctor — вокал
- Francesco Carta — фортепіано
- Sasha Olenjuk — скрипка
- Bor Zuljan — гітара
- Jani Hace — бас
- Roman Ratej — ударні
- Davor Klaric — клавішні
- Michel Fantini Jesurum — орган

## Дискографія
- The Mark of the Beast (1988) (існує лиш одна копія)
- The Girl Who Was… Death (1989)
- Eliogabalus (1990)
- Sacrilegium (1992)
- The Sacrilege of Fatal Arms (1993)
- Dies Irae (1996)